# De Sturler

Geslachtswapen (1876, 1884)

De Sturler (ook: Sturler, Stürler, von Stürler, de Stürler de Frienisberg en de Sturler de Frienisberg) is een oorspronkelijk Zwitsers geslacht waarvan drie leden vanaf 1876 in de Nederlandse adel werden verheven.

## Geschiedenis
De stamreeks begint met Johann (Hans) Stürler, lid van de Grote Raad van Bern 1472-1480. Nakomelingen van hem bleven eeuwenlang lid van de Kleine of Grote Raad van Bern. Enkele afstammelingen traden in Statendienst als officier en hun nageslacht vestigde zich vervolgens in Nederland. In 1876, 1884 en 1900 werden drie leden van de familie verheven in de Nederlandse adel. Enkele leden van de familie zijn gedecoreerd met de Militaire Willems-Orde.
Het wapen van de familie, waarvan afdrukken bestaan van de jaren 1530, 1566 en 1600, bestaat uit een hek van goud op een rood schild. Boven het schild is een zwangere vrouw afgebeeld met hangende haren. Volgens de overleveringen als blijk van dankbaarheid door Abraham de Stürler toen hij na de heersende pest in de 16e eeuw, als enige overgebleven, de zekerheid ontving vader te zullen worden.
In 2009 waren nog twee mannelijke afstammelingen in leven van de geadelde tak: de chef de famille en diens zoon. De familie heeft een aantal takken binnen Nederland en kent inmiddels 18 generaties.

## Enkele telgen
Junker Abraham Stürler (1566-1624), lid van de Grote en Kleine Raad van Bern
- Junker Gilian (Kilian) Stürler (1590-1629), lid van de Grote Raad van Bern
  - Junker Nicolaus Stürler (1621-1693), lid van de Grote Raad van Bern
    - Junker Hans Rudolf Stürler (1647-1689), officier in Statendienst, architect van het Slot Oranienhof bij Kreuznach
      - Junker Johann Rudolf Stürler (1676-1757), lid van de Grote Raad van Bern, officier in Statendienst, laatstelijk luitenant-generaal
        - Junker Jan Rudolf Stürler (1723-1823), officier in Statendienst, laatstelijk kolonel
          - Junker Johann Wilhelm (de) Sturler (1774-1855), luitenant-kolonel
            - Jacques Eduard de Sturler (1800-1840), 2e luitenant, resident van Banjoemas
              - jhr. Johann Wilhelm Edouard de Sturler (1828-1890), in 1884 verheven in de Nederlandse adel
                - jhr. mr. dr. Jacques Eduard de Sturler (1855-1921), diplomaat en laatstelijk ambassadeur te Teheran
                - jhr. Johan Wilhelm Eduard de Sturler (1861-1945)
                  - jhr. ing. Johan Wilhem Eduard de Sturler (1919-2004), architect
                    - jhr. Johan Wilhelm Eduard de Sturler (1956), chef de famille
                      - jhr. Aaron Jeroen Wassili de Sturler (1990), vermoedelijke opvolger als chef de famille

                - jhr. Victor Nicolaas de Sturler (1864-1930)
                  - prof. jhr. dr. Johan Victor de Sturler (1907-1979), hoogleraar geschiedenis en kunstgeschiedenis Vrije Universiteit Brussel
                    - jkvr. Anne Leone Yvonne Paule de Sturler (1964), architecte, kunstschilder

            - Willem Louis de Sturler (1802-1879), majoor der genie, ridder Militaire Willems-Orde; trouwde in 1827 met Adriana Ripperdina van Roijen (1804-1887), lid van de familie Van Roijen
- Junker Hans Rudolf Sturler (1597-1635), lid van de Grote Raad van Bern
  - Junker Daniël Stürler (1625-1702), lid van de Grote Raad van Bern
    - Junker Abraham Stürler (1654-1698), lid van de Grote Raad van Bern, luitenant
      - Junker Georg Abraham Stürler (1687-1733), lid van de Grote Raad van Bern, vaandrig in Statendienst
        - Junker Bernhard Stürler (1725-1783), lid van de Grote Raad van Bern, kapitein in Statendienst
          - Junker Gabriel Ludwig de Stürler de Frienisberg (1756-1831), lid van de Grote Raad van Bern, kapitein in Statendienst
            - Frans Ludolph Albrecht von Stürler (1796-1890), officier
              - jhr. Henricus Eduardus Clemens von Stürler (1825-1900), in 1900 verheven in de Nederlandse adel

            - jhr. Adam Emanuël Carolus de Stürler de Frienisberg (1807-1890), luitenant-generaal titulair, in 1876 verheven in de Nederlandse adel
            - Ludwig Alexander de Sturler de Frienisberg (1808-1851), 2e luitenant; trouwde in 1840 met Gesina Rica Couperus (1822-1892), lid van de familie Couperus